# Germain (cràter)
Germain és un cràter d'impacte en el planeta Venus de 35,5 km de diàmetre. Porta el nom de Sophie Germain (1776-1831), matemàtica i filòsofa francesa, i el seu nom va ser aprovat per la Unió Astronòmica Internacional el 1991.